# Angamosi csata
Az angamosi tengeri csata (spanyolul: Combate naval de Angamos) néven ismert összecsapásra 1879. október 8-án került sor Peru és Chile haditengerészeti erői között. A csata a két ország között kitört salétromháború része volt. Az összecsapás során a Perui Haditengerészet jelentős vereséget szenvedett, egy páncélozott hajója elsüllyedt, és a csata halottja között volt Miguel Grau admirális, a haditengerészet akkori főparancsnoka is. Ezzel szemben a chilei oldal csak jelentéktelen veszteségeket szenvedett. A csata után a Perui Haditengerészet már képtelen volt megakadályozni a chilei szárazföldi erők partraszállását. A fogságba esett Huascar hajót, Grau admirális zászlóshajóját a chileiek kijavították és szolgálatba állították, jelenleg Talcahuano városban található, mint múzeumhajó.

## Előzmények
A Csendes-óceáni háború (salétromháború) 1879. február 14-én kezdődött, amikor Chile megszállta a bolíviai Antofagasta kikötőt, miután Bolívia azzal fenyegetőzött, hogy elkobozza a chilei tulajdonú Compañía de Salitres de Antofagasta vagyonát. Peru azért sodródott a háborúba, mert kölcsönös védelmi szerződést kötött Bolíviával, ezért április 5-én Chile háborút üzent Perunak is.
A háború kezdeti időszakában a chilei haditengerészet megpróbálta fennhatósága alá vonni a csendes-óceáni partvidéket, hogy biztonságos utánpótlási útvonalat tudjon nyitni a szárazföldön harcoló katonái számára. Az iquiquei csata után azonban a perui Huascar páncélozott hajó, Miguel Grau admirális parancsnoksága alatt, több ízben is behatolt a chilei vizekre, megtámadott kikötőket és elfogott chilei szállítóhajókat. A chilei szárazföldi csapatok számára a tengeri utánpótlás létfontosságú volt, mivel a bolíviai területre csak az Atamaca-sivatagon keresztül tudtak behatolni. Azonban a támadás nem indulhatott addig, amíg a Huascar szabadon garázdálkodott.
Szeptember 20-án a chilei flotta északra hajózott azzal a feladattal, hogy biztosítsák az utánpótlási vonalakat és védelmezzék az Antofagasta kikötőbe irányított konvojt. Miután a chilei flotta elérte Mejillones kikötőjét, a flotta parancsnoka, Galvarino Riveros két részre osztotta erőit:
1. divízió (saját parancsnoksága alatt)
- Blanco Encalada  páncélhajó, parancsnoka Galvarino Riveros sorhajókapitány
- Virjen de Covadonga korvett, parancsnoka Manuel Orella sorhajóhadnagy
- Matias Cousiño szállítóhajó, parancsnoka Augusto Castleton sorhajóhadnagy

2. divízió (parancsnoka Juan Jose Latorre)
- Almirante Cochrane páncélhajó, parancsnoka Juan Jose Latorre sorhajókapitány
- O’Higgins korvett, parancsnoka Jorge Montt Alvarez sorhajóhadnagy
- Loa szállítóhajó, parancsnoka Javier Molinas Gacitua sorhajóhadnagy

## Előkészületek

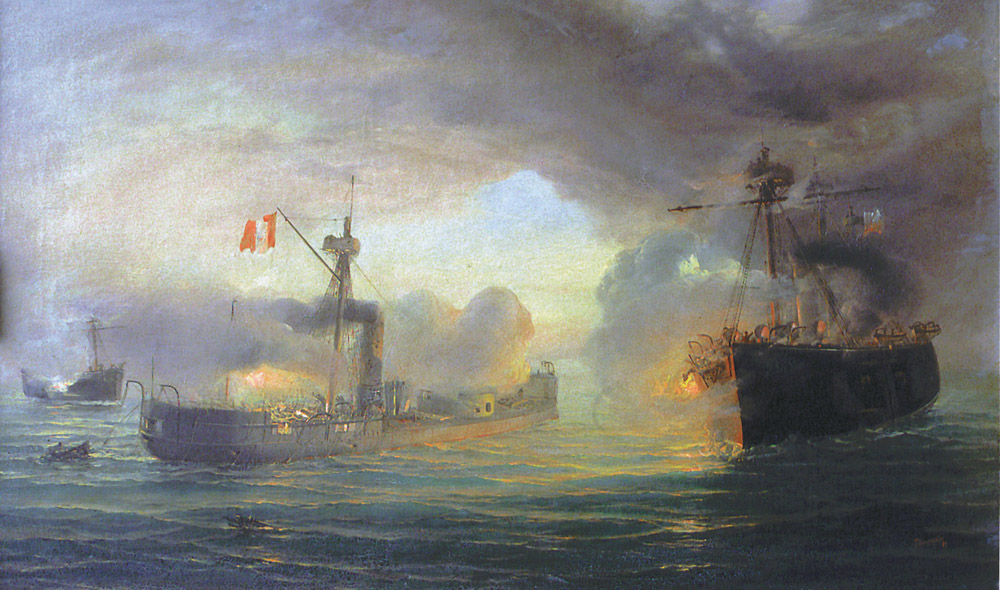
Naval Combat of Angamos: Thomas Somerscales festménye

A chilei haditervet október 1-jén közölte beosztottaival Riveros, és lényegében abból állt, hogy a parthoz viszonylag közel hajózva felkutatják és megsemmisítik a Huascar-t. Ugyanezen a napon azonban Grau délre hajózott a kíséretében lévő Union korvettel. Mivel a perui flotta a nyílt vízen hajózott, a két fél ekkor elkerülte egymást.
Sotomayor chilei hadügyminiszter azonban újabb tervet készített, miszerint Latorre 2. divíziója a part mentén hajózott, míg Riveros egyenesen Antofagastába hajózott, hogy megvédje a kikötőt. Ha a Huascar megpróbálta volna akkor megtámadni a kikötőt, akkor a chilei hadihajók körbevették volna. Ha viszont délre akart volna menekülni, akkor Rivieros követte volna, majd pedig északra kényszerítette volna a perui hajót, egyenesen a várakozó Latorre hajói elé.
Október 7-én a chileiek újabb tervet találtak ki a peruiak megtévesztésére. Riveros és hajói Antofagastánál vártak Graura és a Huascar-ra, míg Latorre hajóiból a parttól kb. 36 km-re kelet-nyugati irányú blokádot alakított ki.
Aznap éjszaka a perui flotta észak felé hajózott, és október 8-án hajnali 1 körül érték el Antofagasta kikötőjét, ahol semmi ellenállással nem találkoztak. Hajnali háromkor találkozott az Union-nal és folytatták útjukat északra. Körülbelül ekkor vették észre a Blanco Encalada őrszemei a két perui hajó kéményéből felszálló füstöt és riadót fújtak. Ugyanekkor Graut is értesítették, hogy északra három füstoszlopot észleltek és az admirális elhatározta, hogy arrafelé veszi az irányt.
Amikor a két flotta látótávolságba került, a perui hajók visszafordultak déli irányba. Riveros azonban megparancsolta, hogy hajói csökkentsék sebességüket, azt a látszatot keltve, hogy lemaradtak és a két perui hajó folytathatja útját északnak. Hamarosan a két perui hajó valóban visszafordult északnak - ekkor azonban a Blanco Encalada felzárkózott és megakadályozta, hogy Grau visszaforduljon dél felé.
Kb. reggel 7.15-kor a perui hajók észrevettek további három füstoszlopot északon - Latorre lesben álló hajóit. Csak az Union tudott olyan gyorsan haladni, hogy északkeleti irányban hajózva megmeneküljön, a Huascar-nak fel kellett venni a harcot a túlerőben lévő chilei flottával.

## A csata lefolyása

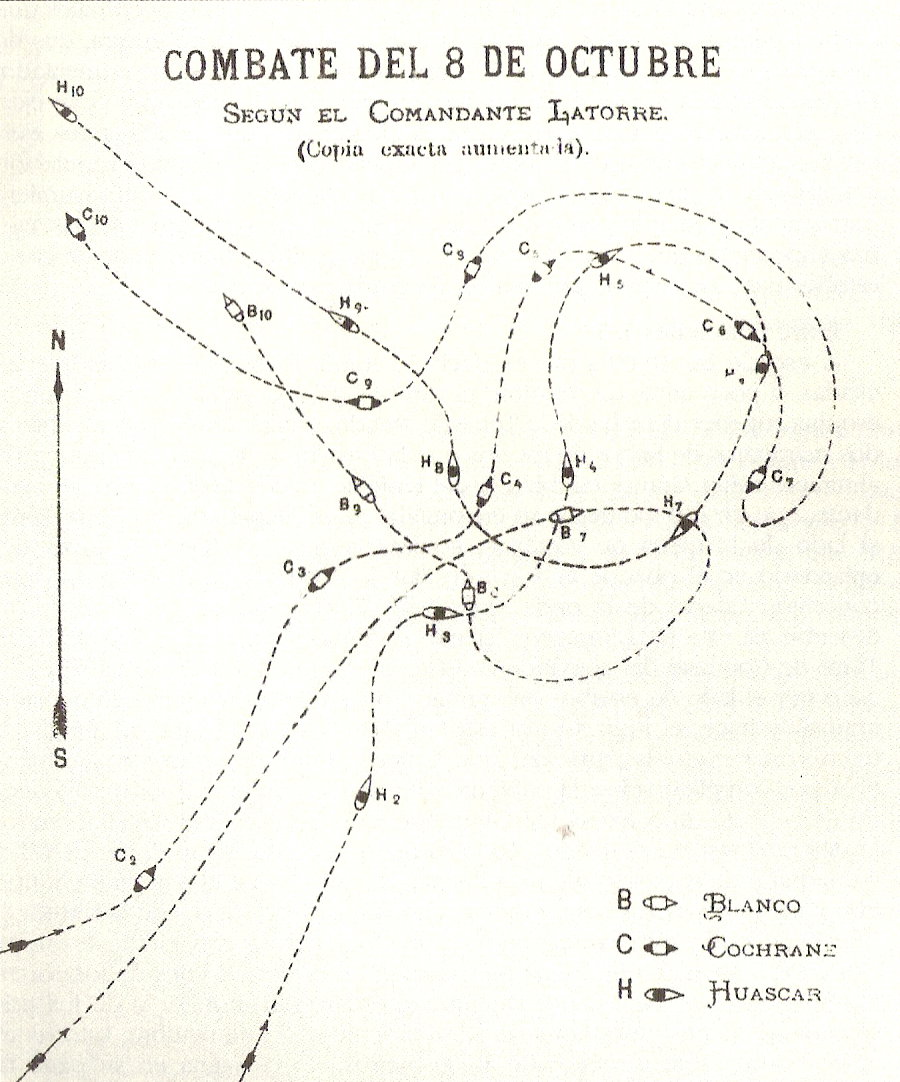
Az Angamosi csata manőverei

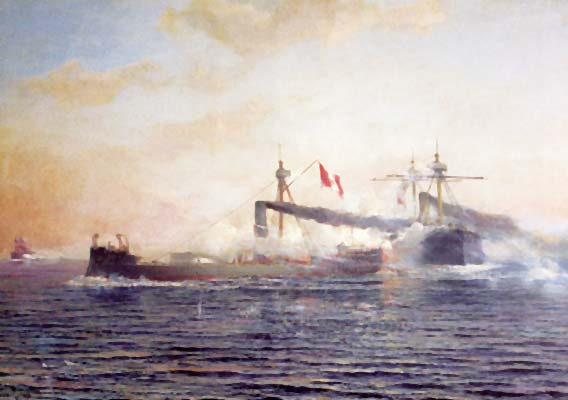
Battle of Angamos: Thomas Somerscales festménye

A Punta Angamos fok előtt, reggel 9.25-kor a Huascar tüzet nyitott a közeledő Cochrane-ra, amely nem viszonozta a tüzet, hanem tovább csökkentette a két hajó közötti távolságot, amíg az 2200 méterre csökkent. Ekkor a Cochrane is tüzet nyitott. Az egyik chilei lövés telibe találta a Huascar lövegtornyát és megsebesítette a 300 fontos ágyúk kezelőszemélyzetét. Egy másik lövést a hajó vízvonala felett csapódott be, megrongálta a kormányművet és ideiglenesen mozgásképtelenné tette a Huascart, amely erősen az oldalára dőlt.
10 óra körül egy chilei lövés telibe találta a Huascar parancsnoki hídját és megölte Grau admirálist és helyettesét, Diego Ferre-t. A parancsnokságot ekkor Elías Aguirre sorhajókapitány vette át. A chilei lövések súlyos veszteségeket okoztak a Huascar személyi állományában is. 10.10 körül az erős tűzben a Huascar hadilobogója is eltűnt - Latorre azt hitte, hogy a peruiak megadják magukat, de nemsokára valaki ismét felhúzta a zászlót. Közben a kormányművet is sikerült kijavítani és a Huascar folytatta a küzdelmet.
10.22-kor a Blanco Encalada és a Covadonga is lőtávolságon belülre ért és tüzet nyitott, az előbbi egyik szerencsés lövése behatolt a Huascar lövegtornyába és megölte az összes tüzért és megrongálta az egyik ágyút. A Cochrane egyik lövése átütötte a tiszti szállást és megrongálta az ideiglenes kormányt - a Huascar ezt követően már csak félkörben tudott hajózni. Ennek ellenére Aguirre kapitány megpróbálta meglékelni a Cochrane-t - sikertelenül. 12 perccel később egy újabb lövedék ütötte át a Huascar lövegtornyát, megölte az új személyzetet és Aguirre kapitányt. A parancsnokságot Pedro Gárezon sorhajóhadnagy vette át, aki a többi tiszttel egyetértésben úgy döntött, hogy inkább elsüllyesztik a hajót, minthogy hagyják fogságba esni. 10.54-kor kiadta a parancsot a gépház kiürítésére és a hajó elárasztására.
10.55-kor a chilei hajók észrevették, hogy a Huascar sebessége hirtelen csökken és bevonta a zászlóit és felzárkóztak a perui hajó mellé. 11.08-kor kb. 14-20 chilei tengerész szállta meg a Huascar-t, akik elfoglalták a hajót és sikeresen bezárták a fenékszelepeket (a gépházban ekkor már 1,2 méter magas víz volt). A hajó legénységét foglyul ejtették és a chilei hajókra szállították át.

## Következmények
A Huascar elvesztésével a Perui Haditengerészet erői és lehetőségei drasztikusan lecsökkentek és lényegében elvesztette azt a lehetőségét, hogy a Csendes-óceánon zavarja a chilei flotta manővereit. A chilei haditengerészet kijavította a Huascar-t és szolgálatba állította. A tengeri győzelem után, mivel az utánpótlási útvonalak biztosítva voltak, megnyílt az út a chilei hadsereg előtt, hogy szárazföldi támadást indítson Bolívia és Peru ellen.

## Fordítás
- Ez a szócikk részben vagy egészben  a   Battle of Angamos című angol Wikipédia-szócikk fordításán alapul.  Az eredeti cikk szerkesztőit annak laptörténete sorolja fel. Ez a jelzés csupán a megfogalmazás eredetét és a szerzői jogokat jelzi, nem szolgál a cikkben szereplő információk forrásmegjelöléseként.